# Гёльтергоф, Франц
Франц (Франциск) Гёльтергоф (Гёлтергоф) (нем. Franz Hölterhof, 4 (15) марта 1711, Леннеп — 11 (23) декабря 1805, Сарепта) — экстраординарный профессор немецкого языка и словесности в Императорском Московском университете. Кандидат теологии. Магистр философии. Автор первого русского этимологического и словообразовательного словаря.

## Биография
Родился 4 (15) марта 1711 года в Леннепе (городок в тогдашнем Бергском герцогстве, ныне составляет часть города Ремшайд). По окончании гимназического курса в Зесте в 1731 году поступил в университет в Галле, где изучал богословие. В 1734 году, окончив курс и получив степень кандидата теологии, прибыл в Ревель в качестве домашнего учителя. В течение четырёх месяцев изучил эстонский язык. В 1737 году отправился на остров Эзель (ныне Сааремаа), где в Аренсбурге (ныне г. Курессааре) был посвящён в пасторы, получил место дьякона и директора школы. В 1740 году получил в селе Ямме на том же острове место пастора и проповедника, которое и занимал в течение 7 лет.
В 1747 году по обвинению в шпионаже в пользу Пруссии и в сношениях с гернгутерами (общиной Моравской церкви, течения в лютеранстве) Гёльтергоф был тайно арестован и посажен в Петропавловскую крепость, где содержался 12 лет, до 1759 года. Вместе с ним были арестованы ещё трое моравских братьев (проповедник супер-интендант Гутслефф, доктор Кригельштайн и кандидат богословия Фритше). Вначале гернгутеры были заключены изолированно друг от друга, питались в основном благодаря подаяниям, часто болели и голодали; положение их было столь тяжким, что Гутслефф через два года умер. Через несколько лет режим содержания облегчился, и узники узнали друг о друге. Гёльтергоф стал получать материальную поддержку через лютеранского священника, ему разрешили свидания со своей женой, приехавшей в Санкт-Петербург. В 1751 году доктора Кригельштайна и Франца Гёльтергофа переселили вместе в одну из камер верхней части тюрьмы. Им было разрешено гулять по крепостному валу. Разрешены были и посещения, многие люди приходили к ним для общения и лечения. Среди посещавших моравских братьев были и представители петербургской знати. Однако в 1752 году, вследствие побега одного из заключённых, гернгутеров вернули в нижнюю часть тюрьмы, где они однажды чуть не утонули при наводнении. Затем моравских братьев в зависимости от положения дел переводили то в верхнюю, то в нижнюю часть тюрьмы и иногда даже позволяли жить на частных квартирах.
В 1759 году Гёльтергоф (вместе с двумя другими гернгутерами, оставшимися в живых) был освобождён из крепости и сослан в Казань, куда прибыл в апреле этого года. Там занимался частным преподаванием немецкого языка, потом получил место в тамошней гимназии, только что открытой. В эти годы в гимназии учился Г. Р. Державин, упоминавший знакомство с Гёльтергофом в своей автобиографии. В 1762 году, при восшествии на престол Петра III, камердинер императора, некогда содержавшийся в крепости вместе с Гёльтергофом и перенявший его религиозные убеждения, поспособствовал его освобождению из ссылки. Гёльтергоф, получив свободу, хотел вернуться на прежнее место на острове Эзель, но бывшие прихожане пожелали, чтобы он дал подписку отказаться от всякого общения с гернгутерами. На это условие он не согласился.
В это время Гёльтергоф обладал некоторым влиянием при дворе и «императору был знаем», что видно из того, что он обещал Державину посодействовать в его переводе из рядовых Преображенского полка офицером в голштинские войска, квартировавшие в Ораниенбауме, благо тот знал немецкий язык. Однако, к счастью для будущей карьеры Державина, этот план не успел осуществиться к моменту свержения Петра III; преображенцы, сыгравшие главную роль в перевороте и воцарении Екатерины II, оказались в фаворе.
В это время Гёльтергоф съездил в Лифляндию и женился во второй раз.
По приглашению тогдашнего куратора Московского университета, В. Е. Адодурова (Ададурова), Гёльтергоф в 1763 году принял место лектора немецкого языка на философском факультете университета. В этот период он установил тесные связи с братской общиной гернгутеров в основанной ими немецкой колонии в Сарепте и некоторое время руководил Сарептским торговым представительством в Москве. В 1778 году стал экстраординарным профессором. В 1780 году вышел в отставку и поселился в Сарепте, где занимался проповедями и уроками русского языка для молодёжи и детей. Одним из его учеников здесь был будущий академик И. Х. Гамель.
Гёльтергоф умер 11 (23) декабря 1805 года на 95-м году жизни.

## Труды
Составленная Гёльтергофом немецкая грамматика считалась классической, использовалась в гимназиях России на протяжении более чем полувека и выдержала 10 изданий с 1770 по 1829 годы. Его русский словарь («Целлариус»), вышедший в 1771 году и ставший первым русским этимологическим и словообразовательным словарём, доныне остаётся важным источником лексикографической информации о русском языке второй половины XVIII века; на него до сих пор продолжают ссылаться.

### Основные труды
См. также поиск по каталогу РГБ Архивная копия от 15 октября 2013 на Wayback Machine
- Лексикон, или Целляриус, немецкий, с российским переводом, М., 1765, 8°.
- Французский Целлариус, или Полезный лексион, из котораго без великаго труда и наискоряе нужнейшим французскаго языка словам научиться можно с приложением реестра по алфавиту российских слов (Le cellarius Francois ou Methode tres facile pour apprendre sans peine & en peu de tems les mots les plus necessaires de la langue Francoise avec un regitre alphabetique des motes russes …) [Текст] / Ф. Гельтергоф. — М.: печ. при Имп. Моск. ун-те, 1769. — [10] c., 5-668 стлб., 159 с.
- Немецкая грамматика, в которой не токмо все части речи, или произведение слов, но и синтаксис, или сочинение слов, оба надлежащими примерами объяснены, М., 1770, 1775, 1784, 1791, 1804, 1807;
  - Немецкая грамматика, в которой не токмо все части речи, или произведение слов, но и синтаксис, или сочинение слов, оба надлежащими примерами объяснены, в пользу российского юношества. / Ф. Гельтергоф. — Изд. 7-е, с дополнением многих полезных примеров из лучших немецких авторов. — М. : Типография Н. С. Всеволжского, 1814. — VII, 418 c.
  - Немецкая грамматика, в которой не только все части речи, или произведение слов, но и синтаксис, или сочинение слов, оба надлежащими примерами объяснены. В пользу российского юношества издана бывшим учителем немецкого языка в Московском Императорском Университете господином Голтергофом. / Ф. Гельтергоф. — 8-е издание, с дополнением многих полезных примеров из лучших немецких авторов. — М. : Типография Н. С. Всеволожского, 1817. — VI, 418 с.
  - 9-е изд., М. : В типографии Августа Семена, при Императорской Медико-хирургической академии, 1825.
  - 10-е изд., Санкт-Петербург : тип. И. Глазунова, 1829.
- Российской Целлариус, или Этимологической российской лексикон, купно с прибавлением иностранных в российском языке во употребление принятых слов, також с сокращенною российскою этимологиею = Der russische Cellarius, oder Ethmologisches Wörterbuch,… /Гельтергоф, Франциск. — [M.], Печатан при Императорском Московском университете. — 1771. — [16], 656 с.
  - Российский лексикон по алфавиту, с немецким и латинским переводом. Russisches alphabetisches Wörterbuch, mit deutscher und lateinischer Uebersetzung. Часть 1-2 / 1.-2. Theil / ans Licht gestellt von Franciscus Hölterhof. — Печатан при Императорском Московском университете, 1778. — Т. 1: [8], 338 с. — Т. 2: [2], С.339-942, [1].
- Сокращённый четырёхъязычный словарь, а именно: на немецком, латинском, французском и российском языках, «с предисловием о кратком, легком и приятном способе учения», М., 1776, 8°.